# Колеж по мениджмънт, търговия и маркетинг
Колежът по мениджмънт, търговия и маркетинг, известен като Датския колеж, е висше училище в София.
Основан е през 1993 г. Има над 2500 завършили студенти. Сътрудничи с Роскилдския бизнес-колеж в Дания. Основният курс на обучение е 3-годишен.

## Учебни дисциплини
В Колежа се изучават следните учебни дисциплини:
- Микро- и макроикономика
- Висша математика
- Статистика
- Финанси
- Търговско право
- Счетоводство
- Международен маркетинг
- Предприемачество
- Рекламни комуникации
- Чужди езици